# USS Panay (PR-5)
El USS Panay (PR-5) fue un cañonero fluvial de la Armada de los Estados Unidos que sirvió en la Patrulla del Yangtsé en China, hasta su hundimiento por aviones japoneses  el 12 de diciembre de 1937, durante la Segunda Guerra Sino-japonesa. Como Estados Unidos no era beligerante, el hundimiento provocó el denominado Incidente del USS Panay.
El navío fue construido por la Kiangnan Dockyard and Engineering Works de Shanghái, China, siendo lanzado el 10 de noviembre de 1927. Fue financiado por la señora Ellis S. Stone y comisionado el 10 de septiembre de 1928, al mando del Teniente comandante James Mackey Lewis. 

## Historial de servicio
Construido para servir en la Flota Asiática en el río Yangtsé, la principal misión del USS Panay era la protección de ciudadanos estadounidenses y sus propiedades, frecuentemente amenazados en los disturbios de las décadas de 1920 y 1930 producidos durante los intentos de crear y modernizar un fuerte gobierno central en China así como en la posterior segunda guerra sino-japonesa. Durante el servicio del USS Panay, la navegación en el Yangtsé era constantemente amenazada por bandoleros y soldados desertores, por lo cual el USS Panay y su gemelo el USS Luzón ofrecían protección a las embarcaciones y ciudadanos estadounidenses, al igual que otras fuerzas extranjeras con sus ciudadanos.

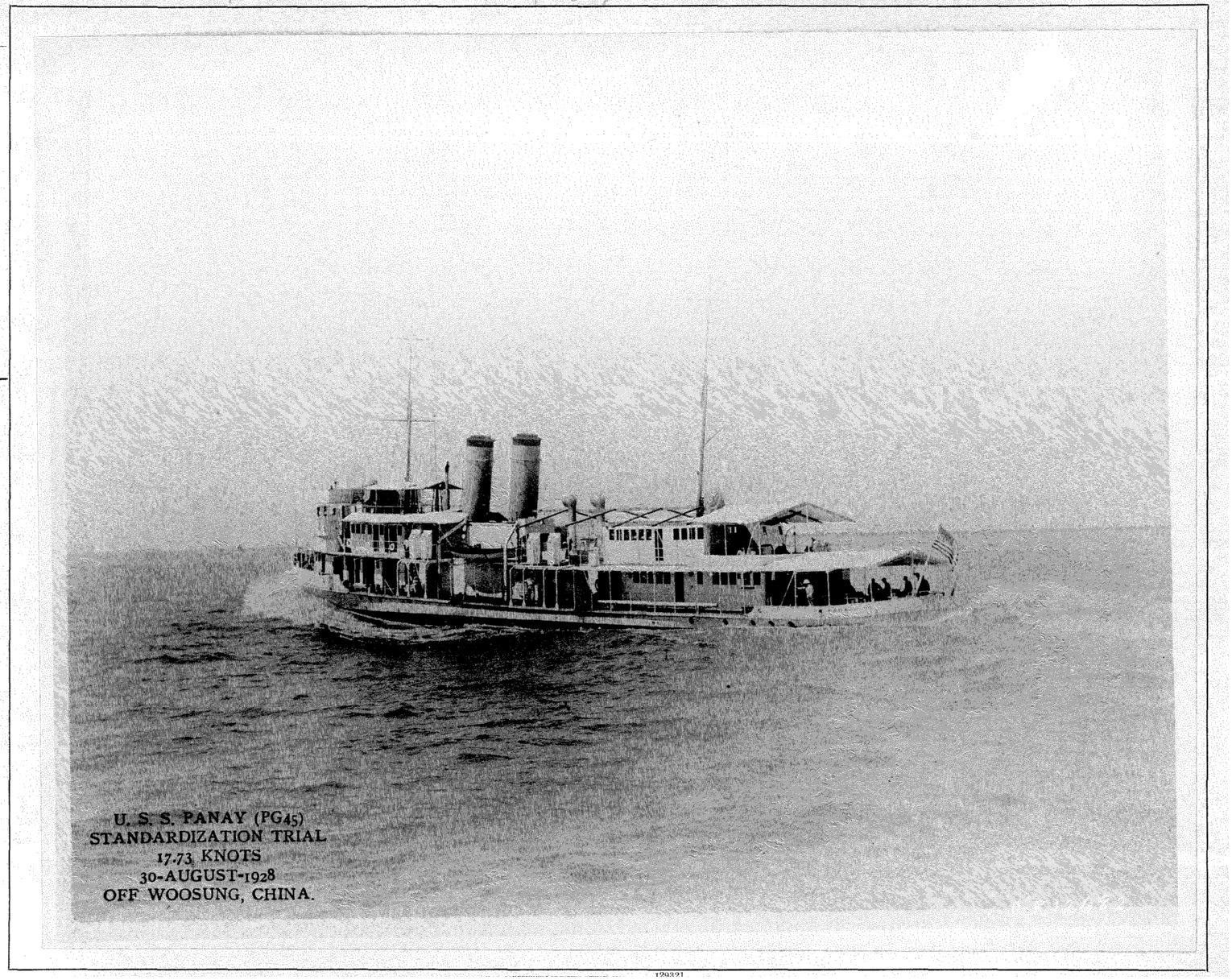
El USS Panay en 1928.

 Con frecuencia, destacamientos del USS Panay servían como guardias armados a bordo de barcos de vapor estadounidenses que surcaban el río. En 1931, el Teniente comandante R. A. Dyer, oficial al mando del USS Panay reportaba que: "Los disparos contra cañoneros y barcos mercantes se han vuelto tan rutinarios que cualquier navío que cruce el Yangtsé navega con la idea de ser impactado. Afortunadamente," añade, "los chinos parecen tener mala puntería y el barco, hasta el momento, no ha tenido bajas en estos enfrentamientos".
Mientras los japoneses avanzaban a través del sur de China, los cañoneros fluviales estadounidenses evacuaron de Nankín a la mayor parte del personal de la embajada durante noviembre de 1937. El USS Panay fue asignado como buque base para proteger a los ciudadanos estadounidenses restantes y evacuarlos en el último momento. Estos se embarcaron el 11 de diciembre  y el USS Panay se dirigió río arriba para evitar involucrarse en los combates alrededor de la perdida capital. Tres petroleros estadounidenses zarparon junto a él. El Comandante naval japonés en Shanghái fue informado antes y después de este movimiento naval.       
En este escenario el USS Panay junto a su gemelo el USS Luzón, realizaron servicios significativos al evacuar a civiles estadounidenses hacia buques amigos surtos en la salida del Yangtsé en Nankín.

### Hundido por los japoneses
En la mañana del 12 de diciembre de 1937, el capitán del USS Panay fue advertido de movimientos de tropas chinas cerca de Nankín, visitantes japoneses que estaban en el muelle de I-Sheng adonde estaba anclado el USS Panay abandonaron una fiesta que se celebraba en ese lugar.[cita requerida]

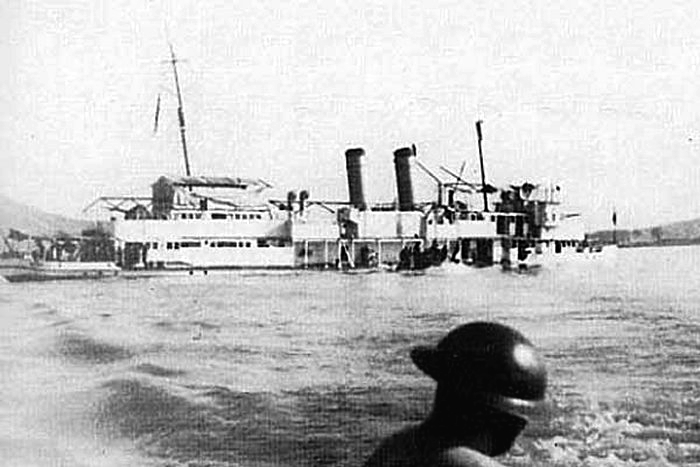
El USS Panay hundiéndose después del ataque.

Ese mismo día, el Ejército Imperial Japonés ordenó a los aviones navales atacar "a cualquier y todos los barcos" en el Yangtsé sobre Nankín. Estando al tanto de la presencia del USS Panay y los petroleros, la Armada Imperial Japonesa solicitó la verificación de la orden, que fue recibida antes del inicio del ataque alrededor de las 13:27. A pesar de que había varias banderas estadounidenses grandes izadas en el barco al mando del Teniente comandante James J. Hughes, así como una pintada sobre el techo del puente de mando, los aviones japoneses continuaron ametrallando y bombardeando. El USS Panay fue impactado por dos de las dieciocho bombas de 60 kg lanzadas por tres bombarderos Yokosuka B4Y Tipo 96 y ametrallado por nueve cazas Nakajima A4N Tipo 95. El bombardeo continuó hasta que el USS Panay se hundió a las 15:54. Murieron el Almacenero de Primera Clase Charles L. Ensminger, el Capitán Carl H. Carlson de un petrolero de la Standard Oil y el reportero italiano Sandro Sandri. El Contramaestre Edgar C. Hulsebus murió en la noche. 43 marineros y 5 civiles fueron heridos.  
A bordo del USS Panay se encontraban dos camarógrafos de noticiarios, Norman Alley (Universal News) y Eric Mayell (Movietone News), que fueron capaces de filmar durante el ataque y luego desde la orilla, mientras el USS Panay se hundía en medio del río.
El embajador estadounidense presentó inmediatamente una protesta formal. El gobierno japonés aceptó su responsabilidad, pero insistió en que el ataque no fue intencional. Este afirmó que los pilotos no podían diferenciar entre las banderas chinas y estadounidenses desde la distancia de 274,32 m (300 yardas) o más, de la cual atacaron. Se pagó una gran indemnización (aproximadamente $2.000.000, que actualmente serían $33.508.274) el 22 de abril de 1938 y el incidente fue oficialmente zanjado; sin embargo, el deterioro de las relaciones entre Japón y Estados Unidos continuó.

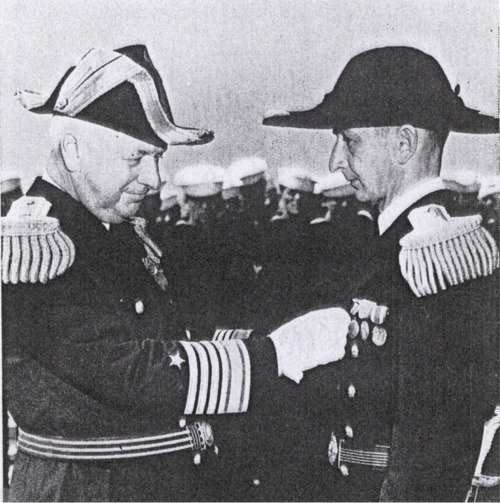
El Vicealmirante Kalbus condecora en 1938 al Teniente Anders del USS Panay.

Fon Huffman, el último sobreviviente del incidente, murió en 2008.

## Medallas
- Medalla expedicionaria de la Armada
- Medalla de servicio en el Yangtsé
- Medalla de servicio en China